# Эфиопия
Эфио́пия (амх. ኢትዮጵያ), официальное название: Федерати́вная Демократи́ческая Респу́блика Эфио́пия (амх. የኢትዮጵያ ፌዴራላዊ ዲሞክራሲያዊ ሪፐብሊክ), ранее также была известна как Абисси́ния — государство в Восточной Африке, не имеющее выхода к морю (после отделения Эритреи 24 мая 1993 года).
Территория — 1 104 300 км². Страна расположена на востоке Африки. Граничит с Эритреей на севере, Джибути на северо-востоке, Сомали и непризнанным государством Сомалиленд на востоке, Кенией на юге, с Суданом на северо-западе и с Южным Суданом на юго-западе. Вдоль северо-восточной границы с Эритреей расстояние до Красного моря составляет всего 50 км.
Население составляет более 120 миллионов человек, вторая (после Нигерии) по численности населения страна в Африке. Занимает 12-е место в мире по численности населения и 28-е по территории. Эфиопия — самое населённое в мире государство без выхода к морю.
Столица — Аддис-Абеба. Государственный язык — амхарский.
Подразделяется на 14 административно-территориальных единиц, 12 из которых являются штатами и 2 — особыми округами, приравненными по статусу к штатам.
По государственному строю — федеративное государство, парламентская республика.
Отличается значительным этнокультурным разнообразием. Около 60 % населения исповедует христианство.
Эфиопия относится к аграрным странам. Объём ВВП по паритету покупательной способности за 2019 год составил 220 миллиардов долларов США. Денежная единица — эфиопский быр.
Страна — давний член различных международных организаций: она была членом Лиги Наций и стала одним из первых членов ООН. Страна также является членом-учредителем Африканского союза, входящего в международную организацию стран АКТ, а также является членом БРИКС с 1 января 2024 года.

## Этимология
Название страны на геэзе ʾĪtyōṗṗyā (Эфиопия) восходит к др.-греч. Αἰθιοπία от др.-греч. Αἰθίοψ айтхи́опс, что означает «человек с обожжённым/загорелым (на солнце) лицом». При этом в ранних греческих источниках термин Aἰθιοπία мог использоваться для обозначения далёких земель как на юго-востоке (в Африке и Азии), так и на юго-западе (в Африке). В частности, этим термином нередко обозначалась Индия, в то время как Индией, в свою очередь, могли называть Аравию и Эфиопию.
В некоторых аксумских надписях IV века уже употребляется термин «Эфиопия».
В европейской культуре, в том числе в русском языке, Эфиопия была долгое время известна преимущественно как Абиссиния. Это название семитского происхождения ведёт начало от аравийского эпиграфического ḤBŚT (хабашат) и означает неаксумских подданных аксумского царя. В дальнейшем так, в том числе по-арабски, преимущественно называлось семитское население Эфиопии (амхара, тигре, тигринья; см. Хабеша), исторически занимавшее ведущие позиции в элите страны. В настоящее время названия, родственные слову «Абиссиния», применяются к Эфиопии в турецком (тур. Habeşistan) и арабском (эль-Хабаш) языках. До недавнего времени сходное наименование — Хабаш — употреблялось в иврите. В европейской культуре термин «Абиссиния» после 1945 года стал выходить из употребления.

## География

### Рельеф

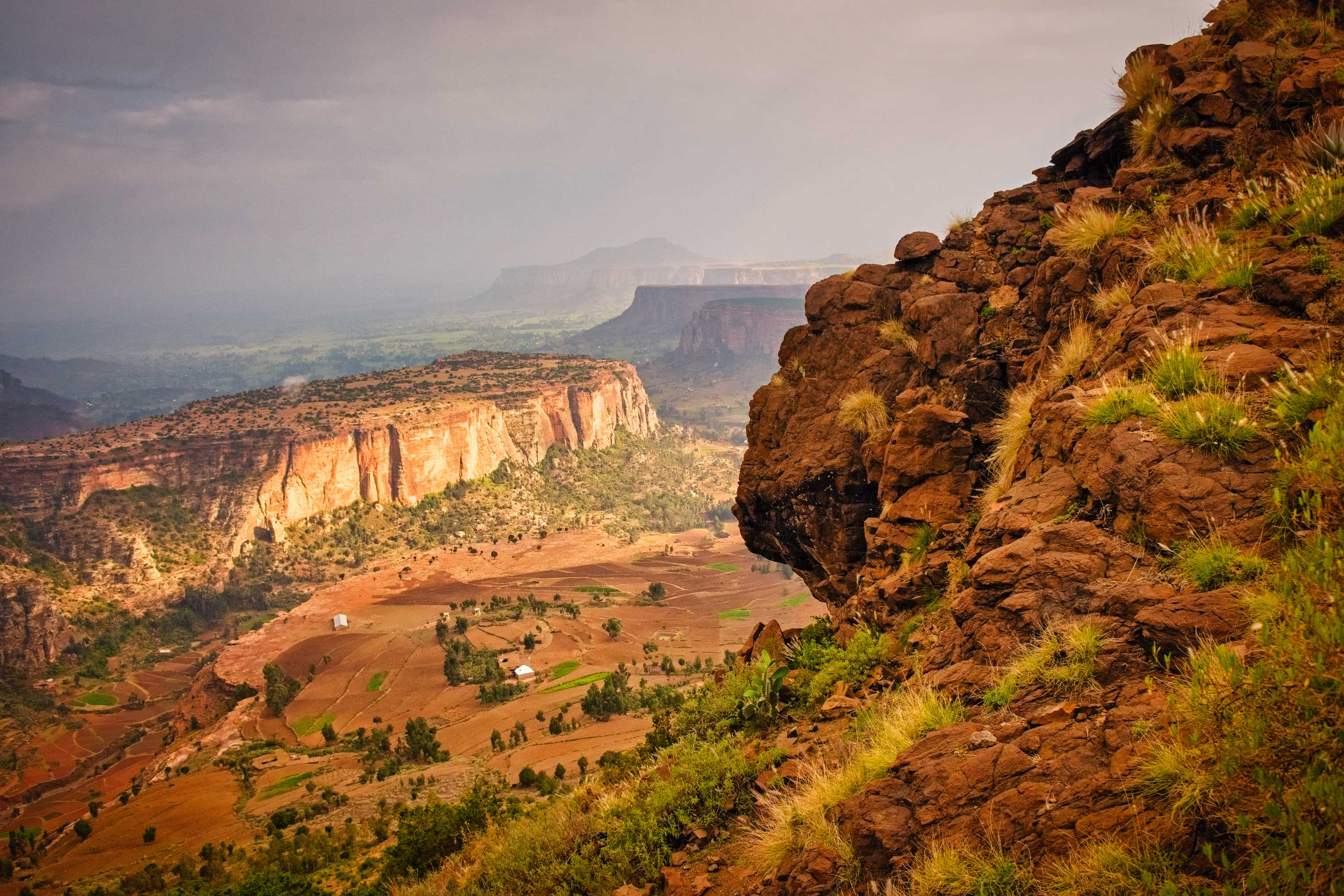
Гористая природа страны

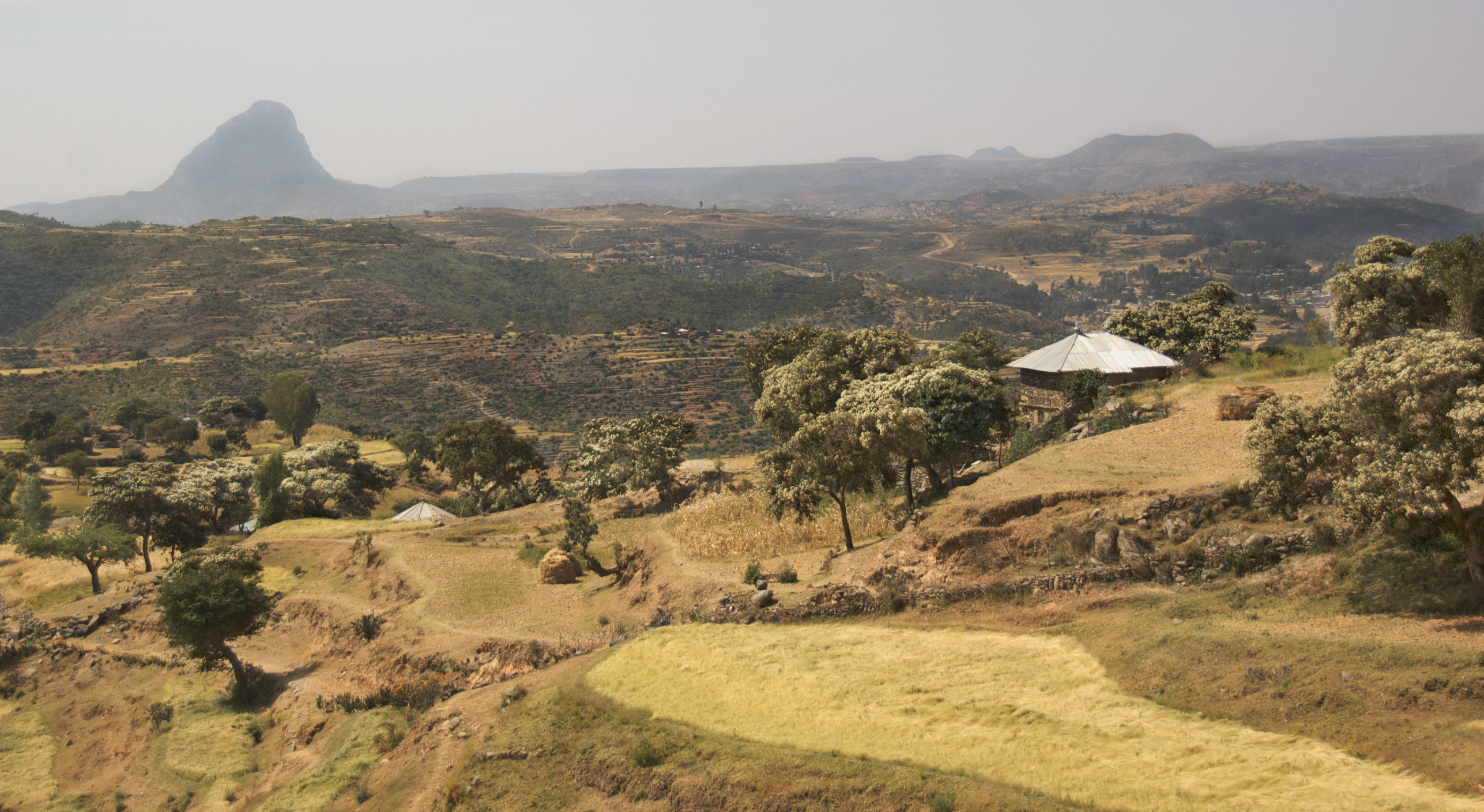
Северная Эфиопия

Эфиопия — самая высокогорная страна африканского континента. Значительную часть её территории занимает Эфиопское нагорье, простирающееся с севера на юг Эфиопии. Самая высокая часть нагорья: северная. Здесь расположены наивысшие точки страны Рас-Дашен (4620 м) и Тало (4413 м). На востоке нагорье резко обрывается во впадину Афар, одну из самых низких точек Африки.
Западная часть Эфиопского нагорья имеет более пологий рельеф и опускается к эфиопо-суданской границе небольшими ступенями. Равнины также занимают значительную часть территории Эфиопии. Самая крупная находится на востоке страны. Местами она переходит в плато высотой более 1000 м. Это одна из самых засушливых частей Эфиопии. Небольшие равнины, зажатые между горными хребтами, расположены на севере и на западе страны.

### Климат
Вся территория Эфиопии располагается в экваториальной и субэкваториальной зонах. Тот факт, что бо́льшая часть страны расположена на Эфиопском нагорье, объясняет более мягкий и влажный климат в этом регионе. Температура круглый год держится в пределах от +25 °C до +30 °C, выпадает достаточное количество осадков.
Полную противоположность представляют собой восточные регионы Эфиопии: здесь жаркий и сухой пустынный климат. Вообще, для Эфиопии не характерны перепады температур в течение года, но характерны колебания суточных температур: разница может составлять около 15 °C.

### Водные ресурсы
Бо́льшая часть рек запада Эфиопии относится к бассейну Нила. Крупнейшая среди них, Аббай или Голубой Нил. Здесь же расположено крупнейшее озеро Эфиопии Тана.
На востоке реки менее полноводны, что связано с более засушливым климатом. Крупнейшая река Джубба. Для Эфиопии характерно наличие небольших озёр в Великой рифтовой зоне.

### Флора и фауна

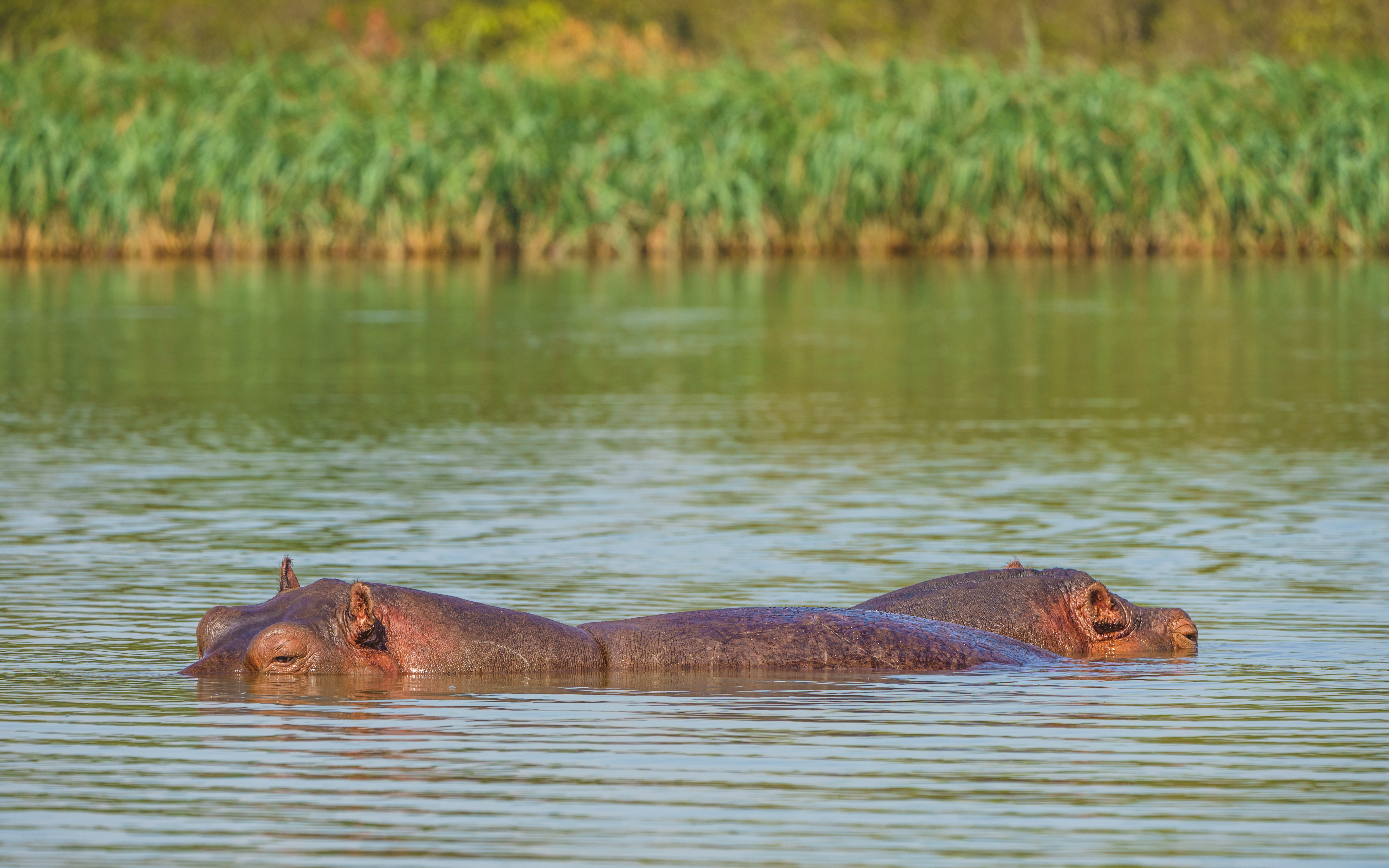
Бегемоты на озере Тана

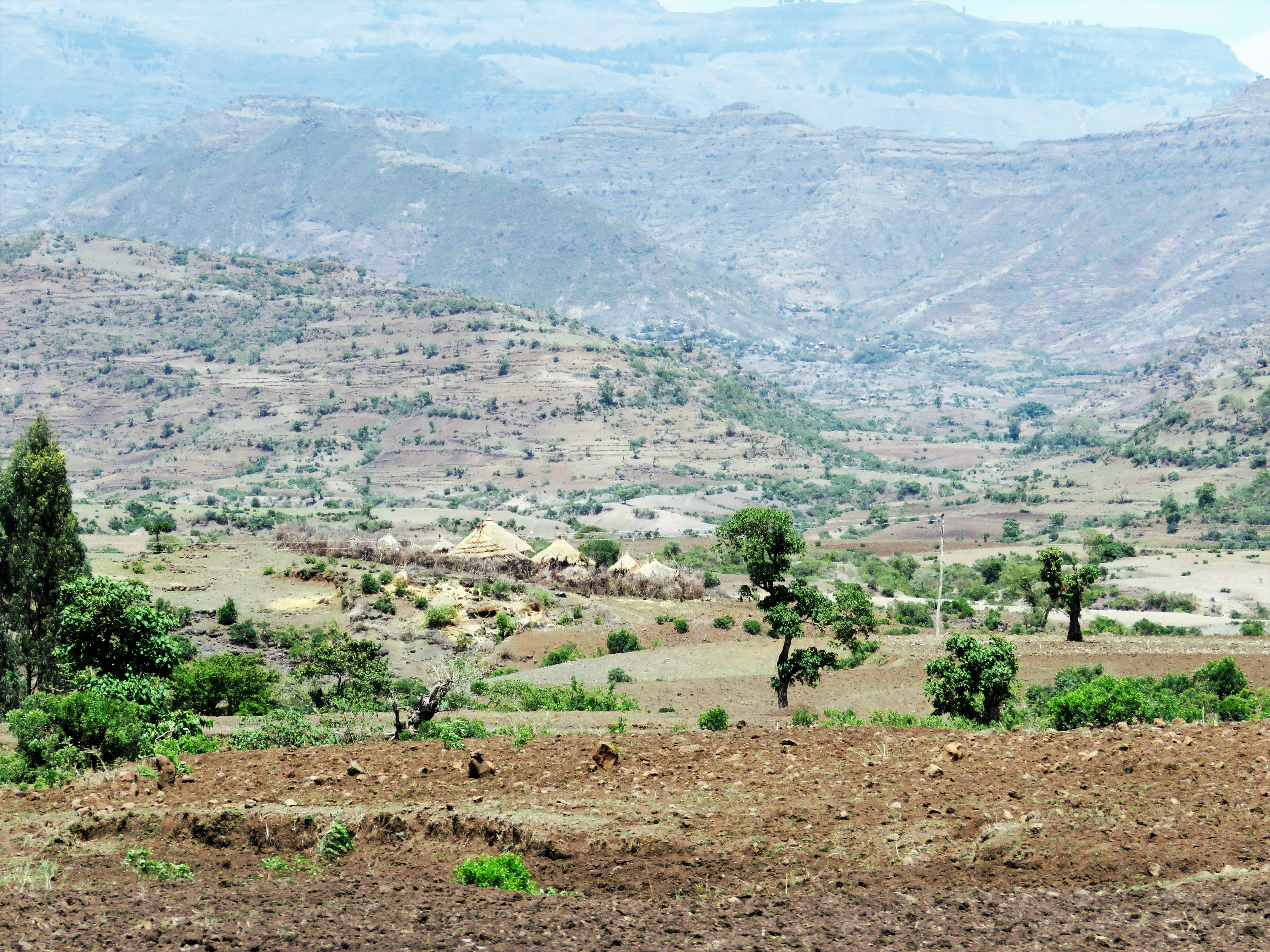
Лалибэла

Совершивший в декабре 1926 — апреле 1927 годов путешествие в Абиссинию и Эритрею Николай Вавилов, на основании изучения множества собранных образцов культурных видов местной флоры, выделил Эфиопию в отдельный Абиссинский центр происхождения культурных растений:14. В своей книге «Пять континентов» Вавилов указывает, что из этого центра происходят тэфф, нуг, энсета. Им отмечено также исключительное своеобразие некоторых видов пшениц Эфиопии, например, пшеница с фиолетовыми зёрнами, твёрдая безостая пшеница, своеобразие абиссинского ячменя, выносливого и устойчивого ко многим заболеваниям, типичным для видов Европы:119.
В XVIII веке около половины территории страны занимали леса. В начале 1900-х годов почти 45 % площади страны были покрыты лесами. Спрос на расширение сельскохозяйственных угодий в стремлении прокормить растущее население страны привёл к тому, что более 90 % обширного тропического леса истреблено. Сейчас на территории страны нет больших площадей с девственными лесами. Остались десятки тысяч небольших рощиц, разбросанных, в основном, в северной части страны. На юге и юго-востоке страны распространены саванны. На Эфиопском нагорье, в зависимости от высотного пояса, сменяются саванны, вечнозелёный лес с кофейными деревьями, хвойные леса, горные саванны и степи.
С уменьшением площади лесов уменьшились популяции животных, хотя сегодня в Эфиопии ещё можно встретить слонов, гепардов и львов. Также сохранились популяции лисиц, крокодилов, жирафов, бегемотов и обезьян.
В северных районах Эфиопии обитают редкие животные антилопа-ньяла и эфиопский козёл. Из птиц встречаются страус, нектарницы, птицы-носороги, ткачики.

## История

### Древняя история
В VI—V веках до н. э. на плато Тигре поселились выходцы из различных областей Южной Аравии, в том числе из Сабейского царства. Они принесли с собой письменность, семитский язык, технику каменного строительства методом сухой кладки и другие новшества. Смешавшись с местным населением, они образовали древнеэфиопский этнос.
В V веке до н. э. на плато Тигре образовалось самостоятельное царство Даамат, распавшееся в IV веке до н. э.
В первых веках н. э. на севере современной Эфиопии возникло царство Аксум. Его главный порт Адулис стал важнейшим торговым центром на пути из Египта в Индию, а также к берегам Восточной Африки.
В период расцвета Аксумского царства, в IV—VI веках, его гегемония распространялась на Нубию, Южную Аравию, а также обширные области восточного Судана, Эфиопского нагорья и северной части Африканского Рога.
С IV века в Аксумском царстве начинало распространяться христианство.
Возвышение в VII веке Арабского халифата привело к упадку в VIII—IX веках Аксумского царства.

### Средние века

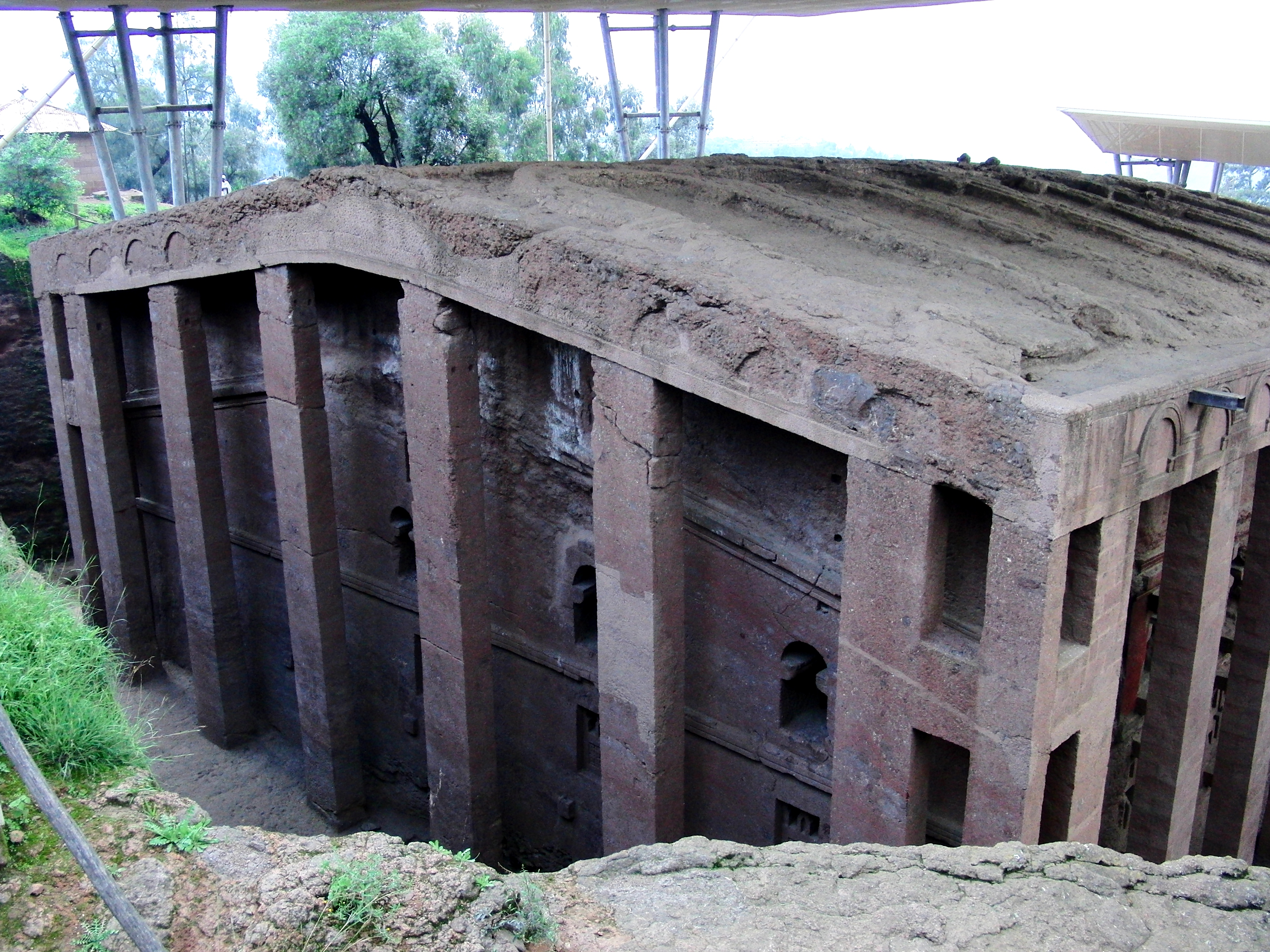
Средневековая постройка

С IX века на северных окраинах Эфиопского нагорья начал распространяться ислам. Возникшие мусульманские княжества монополизировали внешнюю торговлю.
В первой половине XI века Аксумское царство распалось. На территории нынешней Эфиопии возникло множество княжеств: мусульманских, христианских, иудейских, языческих.
В XII веке христианские княжества объединились под властью Ласты. Царство установило связи с Египтом и Йеменом, начался подъём экономики и культуры. В 1268 (или 1270 году) к власти пришла Соломонова династия, претендующая на происхождение от библейского царя древнего Израиля Соломона. Её основателем был Йэкуно Амлак (1268—1285). Император Амдэ-Цыйон I (1314—1344) подчинил христианские, иудейские, языческие и мусульманские княжества Эфиопского нагорья и создал обширную державу.
Император Йисхак (1414—1429) обложил данью не только мусульманские государства, но и языческие царства на юге Эфиопского нагорья. Император Зэра-Яыкоб (1434—1468) в течение своего правления вёл борьбу за укрепление центральной власти, сместил всех вассальных князей и вместо них поставил императорскими наместниками своих дочерей и сыновей, а затем заменил их чиновниками. В 1445 году Зэра-Яыкоб разгромил султанат Йифат, ещё несколько мусульманских княжеств, установив гегемонию в этой части Северо-Восточной Африки. Были укреплены связи с Египтом, Йеменом, налажены контакты с Западной Европой.
Около 1487 года португальская экспедиция из-за большого количества христиан, в основном, православного толка, признала Эфиопию легендарным царством пресвитера Иоанна, слухи о котором ходили по всей Европе, начиная с XII века.
В начале XVI века восточный сосед и старый противник, султанат Адаль, начал против Эфиопской империи ожесточённую войну. Имам Ахмед ибн Ибрахим по прозвищу Грань (Левша) провозгласил джихад и между 1529—1540 годами завоевал почти всю территорию Эфиопской империи. Но после смерти императора Лебне-Дынгыля его сыну императору Гэлаудеуосу (1540—1559) удалось объединить силы крупных эфиопских феодалов и изгнать мусульман. Эфиопам оказали помощь и португальцы. Ахмед Грань был убит в бою, а султанат Адаль прекратил существование. В 1557 году турки захватили Массауа и другие порты на побережье Красного моря. В тот же период начинается наступление на ослабленную Эфиопию кушитских племён оромо.
В этот же период в Эфиопии появились иезуиты. Их проникновение вместе с желанием императоров создать абсолютную монархию по европейскому образцу привело к нескольким войнам на религиозной почве, особенно когда император Сусныйос (1607—1632) принял католицизм. Эти войны прекратились с воцарением императора Фасиледэса (1632—1667). Он изгнал из Эфиопии иезуитов и прекратил отношения с португальцами.
Император Иясу I Великий (1682—1706) вновь подчинил мятежных вассальных князей, попытался провести реформу управления, для развития торговли упорядочил систему таможен и пошлин.
Однако с конца XVIII века в Эфиопии вновь усилилась феодальная раздроблённость. Каждый крупный и даже средний феодал имел свою армию, брал налоги с крестьян, живших общинным укладом. Ремесленники считались низшей кастой, а купечество, в основном, арабы и турки, было связано с высшими феодальными слоями отношениями клиентелы. В средние слои входили военные поселенцы, приходское духовенство, зажиточные горожане. У знати имелись рабы-слуги, в общинах кочевников также было распространено рабство.

### XIX век
В середине XIX века мелкий феодал Касса Хайлю из Куары начал борьбу за объединение Эфиопии. Опираясь на мелкопоместных феодалов, он нанёс в 1853 году поражение правителю центральных областей расу Али, затем после упорных боёв разбил правителя области Тигре раса Уыбе. В 1855 году Касса провозгласил себя императором под именем Теодрос II.
Теодрос II повёл решительную борьбу с феодальным сепаратизмом. Была создана регулярная армия, реорганизована налоговая система, запрещена работорговля, у церкви была отобрана часть земель, оставшиеся владения обложены налогом. Было сокращено число внутренних таможен, началось строительство военно-стратегических дорог, в Эфиопию приглашались европейские специалисты.
Однако введение налогов на духовенство привело к конфликту с церковью, которая подняла феодалов на борьбу против императора. К 1867 году власть Теодроса II распространялась лишь на незначительную часть страны. В этом же году возник конфликт с Великобританией, спровоцированный арестом в Эфиопии нескольких подданных британской короны. В октябре 1867 года в Эфиопии высадился корпус британских войск численностью более 30 тыс. чел., включая вспомогательный персонал из индийцев. Армия императора Теодроса II насчитывала к этому времени не более 15 тыс. чел.
Единственное сражение между эфиопами и англичанами в открытом поле произошло 10 апреля 1868 года: 2 тыс. британцев победили 5 тыс. эфиопов благодаря превосходству в дисциплине и вооружении. После этого Теодрос II попытался заключить мир, освободив арестованных и прислав в подарок англичанам множество скота. Однако британцы отвергли мир и начали штурм крепости Мэкдэли, где находился император. Не желая сдаваться в плен, Теодрос II покончил с собой. Британцы взяли Мэкдэлу, уничтожили всю эфиопскую артиллерию, забрали в качестве трофея императорскую корону и в июне 1868 года покинули территорию Эфиопии.
После гибели Теодроса II началась война за престол. Тэкле Гийоргис II (1868—1871) был побеждён Йоханнысом IV (1872—1889). В 1875 году в Эфиопию вторглись войска Египта. В ноябре 1875 года эфиопам удалось в битве при Гундэте разбить основную группировку египетских войск, однако в декабре 1875 года Египет высадил в Массауе новый экспедиционный корпус. В марте 1876 года эфиопам удалось разгромить его в битве при Гуре. Мир между Эфиопией и Египтом был заключён в июне 1884 года, Эфиопия получила право пользования портом Массауа.
В 1885 году император Йоханныс IV начал войну против махдистского Судана. В 1885—1886 годах эфиопские войска побеждали суданцев, но в это время началась оккупация северных районов Эфиопии Италией. Боевые действия между эфиопами и итальянцами шли с переменным успехом.
В 1888 году император Йоханныс IV предложил мир Судану. Однако халиф Абдуллах ибн Мухаммад ат-Таиша выдвинул неприемлемое условие: принятие Йоханнысом ислама. В начале 1889 года Йоханныс IV лично повёл 150-тысячную армию на Судан, а в марте 1889 года был смертельно ранен в битве на границе.
Новый император Менелик II (1889—1913) подавил сепаратизм в Годжаме и Тигре, воссоздал единое эфиопское государство. В 1889 году между Италией и Эфиопией был заключён Уччальский договор, по которому Менелик признал переход к итальянцам прибрежных районов.
В 1890 году Италия объединила все свои владения на Красном море в колонию Эритрея, объявив, что по договору 1889 года Эфиопия признала протекторат Италии над собой. Это вынудило Эфиопию к возобновлению военных действий против Италии в 1894 году, тем более, что после миссии В. Ф. Машкова, у Эфиопии появился надёжный союзник в борьбе за независимость в лице России.
В конце 1894 года итальянские войска заняли города Адди-Угри, Адди-Грат и Адуа. К октябрю 1895 года итальянцы оккупировали всю область Тигре. Император Менелик отправил против итальянцев армию численностью в 112 000 человек, сформированную из отрядов правителей областей Эфиопии. 7 декабря 1895 года в сражении при Амба-Алаги эфиопские войска под командованием раса Мэконнына Уольдэ-Микаэля, отца будущего императора Хайле Селассие нанесли крупное поражение итальянским войскам.
Император Менелик II предложил мир Италии. Эфиопия предприняла дополнительные меры: дипломатический демарш демонстративного непризнания Уччальского договора, прислав дипломатическую миссию во главе с кузеном Менелика II расом Дамтоу в Россию. Итальянцы отказались заключить мир, и война возобновилась. 1 марта 1896 года произошло сражение при Адуа, в котором итальянцы были полностью разгромлены.
В 1893—1899 годах Менелик II установил современные границы Эфиопии, завоевав ряд областей к югу и юго-западу от Аддис-Абебы: Уоламо, Сидамо, Кафа/Каффа, Гимира и др. В 1897 году был заключён англо-эфиопский договор, по которому устанавливались границы Британского Сомалиленда и Эфиопии, Эфиопия обязывалась бороться с махдистами. Таким образом, эфиопские вооружённые силы практически остановили продвижение Британской колониальной империи в Африке. Эфиопия выдержала давление Великобритании, закончившееся выбором другого объекта для британского нападения на юге Африки и началом второй англо-бурской войны. Следует отметить огромное положительное значение помощи русских военных советников и добровольцев в период 1893—1913 годов.
Менелик II издал указ, ограничивший и отменивший рабство, разрешавший обращать в рабов только военнопленных на срок не более 7 лет. При нём строились дороги, появились телеграф и телефон, развивалась торговля. В его правление в Эфиопии открылась первая больница: русский военный госпиталь для помощи раненым при Адуа, появилась первая газета. В 1897 году Менелик II установил дипломатические отношения с Россией.

### Первая половина XX века

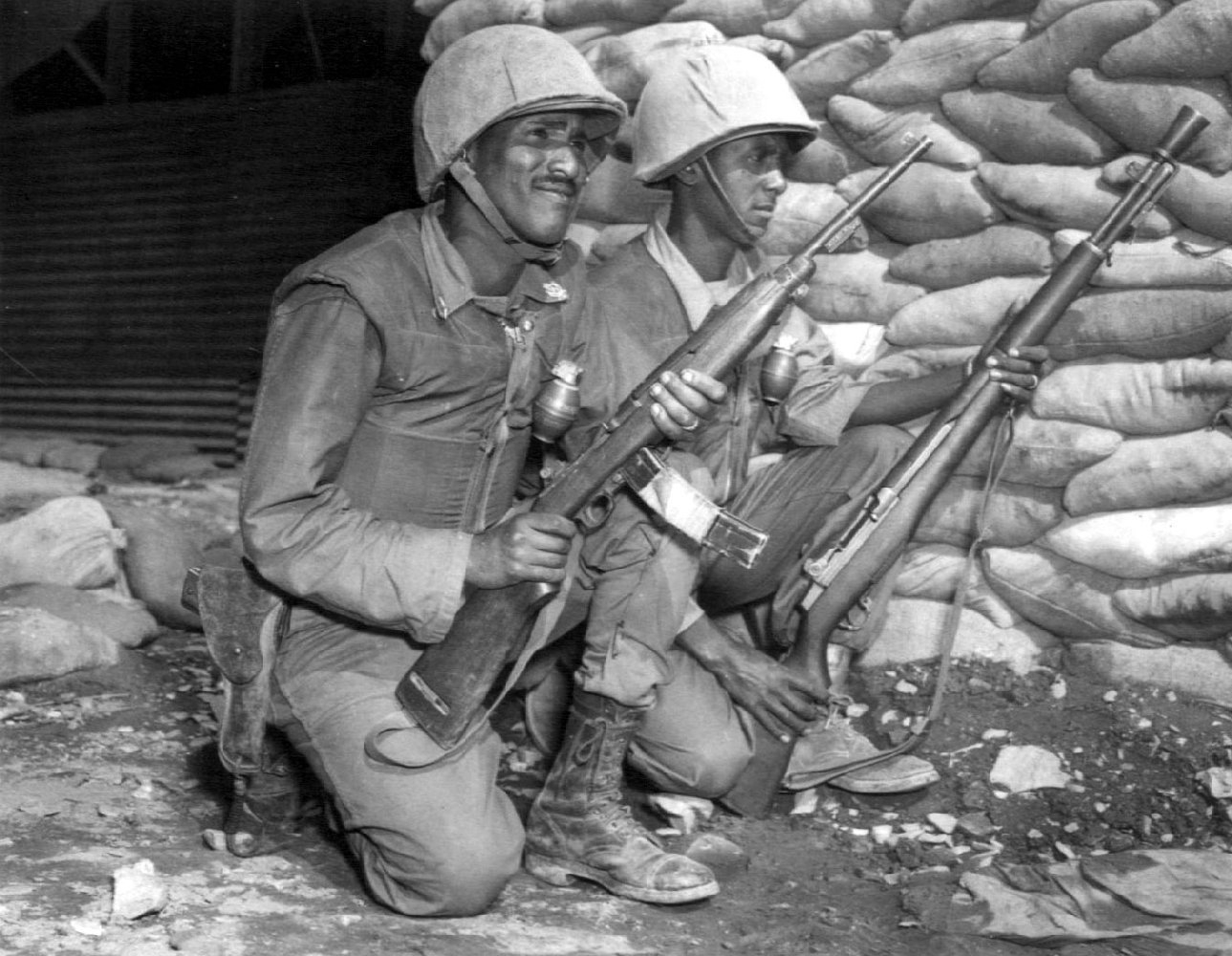
Эфиопские солдаты, участвующие в Корейской войне

В 1913 году Менелик II умер. Императором стал его 17-летний внук Лидж Иясу под именем Иясу V. Эфиопия формально не участвовала в Первой мировой войне, однако Иясу V вёл курс на сближение с Германией, надеясь опереться на неё в борьбе против англичан, французов и итальянцев.
В сентябре 1916 года Иясу V был свергнут. Императрицей была объявлена 40-летняя дочь Менелика II Заудиту, тётка свергнутого императора, а регентом, то есть фактическим правителем, 24-летний Тэфэри Мэконнын. До этого он, один из младших сыновей раса Мэконнына, с 16-летнего возраста был губернатором области Сидамо, затем области Харэр. После переворота 1916 года Тэфэри Мэконнын получил титул рас (примерно соответствует князю), ныне почитается поклонниками как Бог Растафари.
После смерти в ноябре 1930 года императрицы Заудиту рас Тэфэри был коронован как император Хайле Селассие (1930—1975).
В 1931 году он обнародовал первую эфиопскую конституцию. Устанавливалась абсолютная власть императора при совещательном парламенте с палатой депутатов и сенатом. Планировалось полностью упразднить рабство в течение 15-20 лет.
В 1934—1935 годах произошли вооружённые столкновения на границе с итальянскими владениями. В октябре 1935 года войска фашистской Италии вторглись в Эфиопию. Несколько месяцев эфиопские войска оказывали ожесточённое сопротивление, иногда добиваясь отдельных успехов. 31 марта 1936 года, однако, основные силы эфиопской армии были разбиты при Май-Чоу. 5 мая 1936 года итальянские войска под командованием маршала Бадольо вошли в столицу Аддис-Абебу. Король Италии Виктор Эммануил III был провозглашён императором Эфиопии.
Итальянская оккупация страны продолжалась до весны 1941 года, когда Великобритания при поддержке вспомогательных сил, набранных в своих африканских колониях, вернула на эфиопский трон Хайле Селассие, а другие итальянские владения на Африканском роге оккупировала самостоятельно.

### Вторая половина XX века

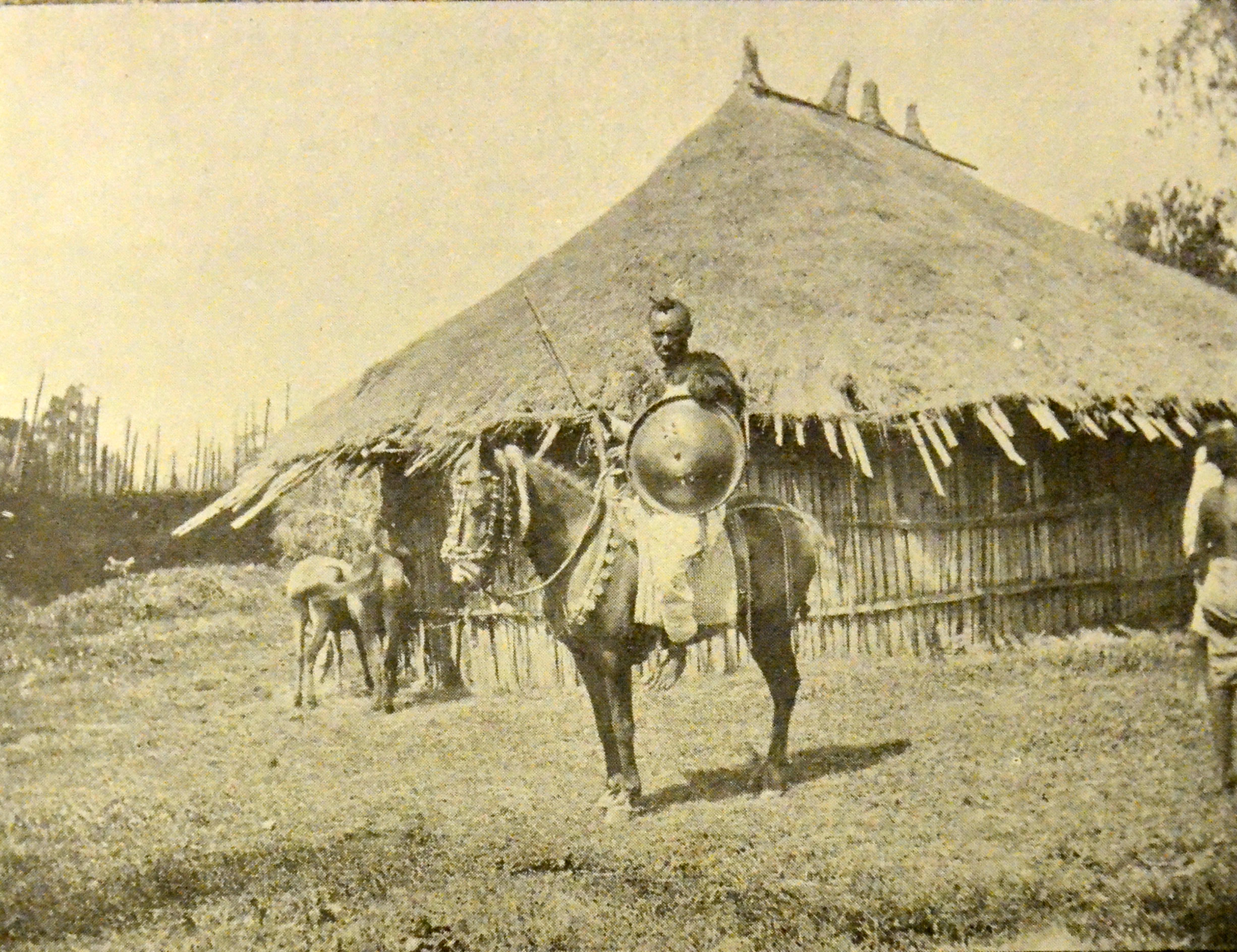
Эфиопский воин, 1900 г.

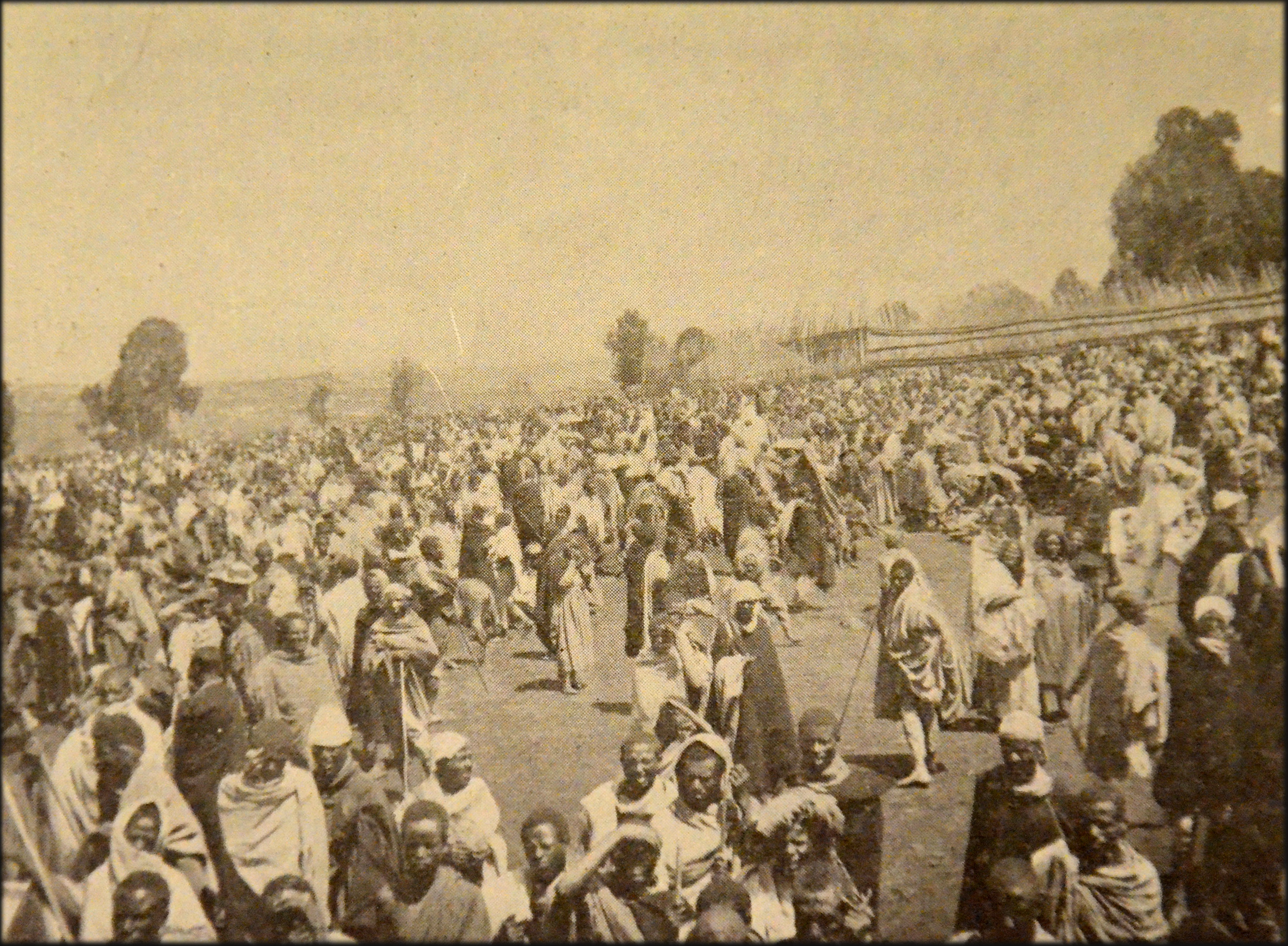
Эфиопы в Аддис-Абебе, 1900 г.

После Второй мировой войны император Хайле Селассие I продолжал самодержавное правление. В 1951 году под давлением международной общественности было отменено рабство. Многие привилегии традиционной знати сохранялись, печать находилась под жёстким контролем монарха, политические партии были запрещены.
В 1953 году Эфиопия заключила договор о дружбе и экономическом сотрудничестве с США. В течение следующих 20 лет США предоставили Эфиопии финансовые субсидии в размере почти полумиллиарда долларов, займы, а также бесплатно предоставили вооружения на сумму 140 млн долл.
К началу 1970-х годов режим стал совершенно одиозным: император подвергался критике со всех сторон, как на политическом пространстве, так и в народе. Катализатором дальнейших событий стала массовая гибель людей от голода в 1972—1974 годах.
В 1974 году меры по оздоровлению экономики вылились в резкое повышение цен и повлекли массовые демонстрации протеста. Ситуацию использовала группа офицеров, склонявшихся к марксизму, возникшая летом того же года, под названием «Дерг». Процесс демонтажа монархии получил известность, как «ползучий переворот». К середине осени «Дерг» подчинил себе все административные ресурсы и провозгласил курс на построение социализма. Низложенный император Хайле Селассие I умер 27 августа 1975 года, причиной его смерти официально было объявлено нездоровье. В 1976—1977 годах «Дерг» укреплял свои позиции путём красного террора, как против роялистов и сепаратистов, так и против левых. Практически сразу началась гражданская война в Эфиопии, в которой режиму противостояли как правые (Эфиопский демократический союз, лидер Мангаша Сейюм), так и левые (Эфиопская народно-революционная партия, лидеры Берханемескель Реда, Тесфайе Дебессайе, Кифлу Тадессе), а также различные организации, популистские и сепаратистские движения (Народный фронт освобождения Тыграй, лидеры Абай Тсехайе, Сейюм Месфин, Мелес Зенауи, Народный фронт освобождения Эритреи, лидер Исайяс Афеворки и другие).
Лидером «Дерга» на этом этапе стал Менгисту Хайле Мариам. В 1975—1991 годах СССР и некоторые страны Восточной Европы оказывали всестороннюю помощь режиму Мариама.

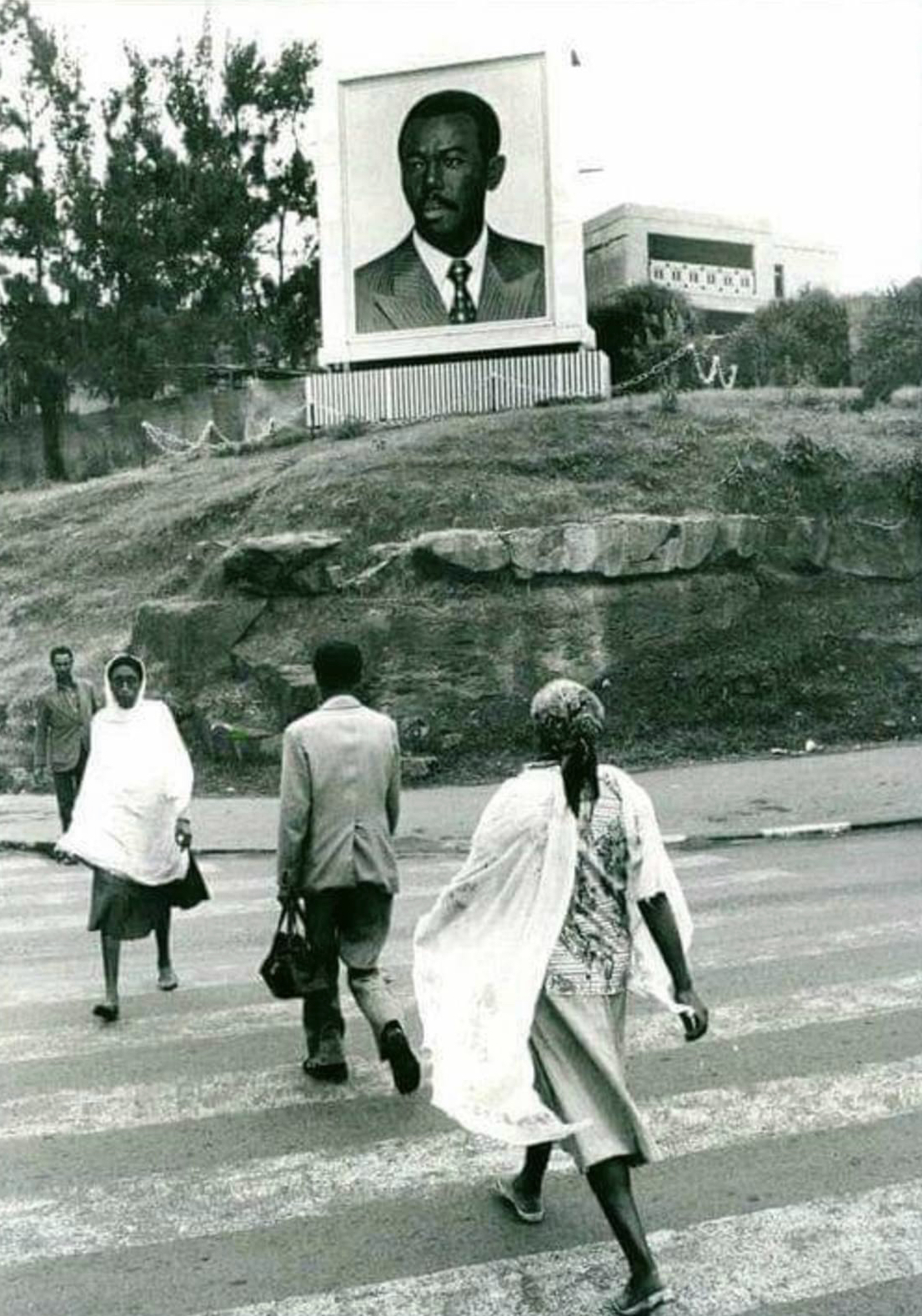
Портрет Менгисту на улице

На юго-востоке страны, в Огадене, сомалийская армия интенсивно поддержала сепаратистское движение этнических сомалийцев, пытаясь отторгнуть и аннексировать Огаден. В Огаденской войне 1977—1978 годов помощь против Сомали оказали Эфиопии Куба, СССР и Южный Йемен.
Политика на построение социализма привела Эфиопию к упадку экономики. Предпринятая коллективизация сельского хозяйства привела к деградации сельского хозяйства. В 1984 году в стране от голода умер 1 миллион человек. Тем временем, в Эритрее по-прежнему шла начатая ещё в 1961 году война за независимость.
В условиях кризиса в СССР правительство Мариама было свергнуто в мае 1991 года. Главную роль в повстанческом альянсе сыграли эритрейские группировки.
К власти в стране пришла группа повстанческих вождей, сначала якобы марксистов крайне левого толка, затем сменившая идеологическую ориентацию на более центристскую. Страну с тех пор до своей смерти в 2012 году возглавлял представитель этой группировки Мелес Зенауи, сначала в качестве президента, потом, после введения парламентской республики, в роли премьер-министра.
В области внешней политики правительство Зенауи допустило в 1993 году отделение Эритреи, однако затем наступил период охлаждения отношений с бывшими помощниками, пришедшими к власти в новом государстве. Негативный пик в отношениях соседей был достигнут в 1998—2000 годах, когда в приграничной зоне разразился эфиопо-эритрейский конфликт, окончившийся с незначительным перевесом в пользу Эфиопии. Вопрос о границе между странами до сих пор остаётся нерешённым. В 1997, 2000 и 2006 годах Эфиопия также принимала активное участие в судьбе Сомали. В ходе вторжения эфиопская армия разбила формирования местных исламистов и водворила в Могадишо лояльное к Эфиопии переходное правительство во главе с Абдуллахи Юсуфом Ахмедом.

### XXI век
Из внутриполитических событий новейшей истории выделяются парламентские выборы 2005 года, когда оппозиция обвинила власти в подтасовках результатов и вывела на улицы десятки тысяч своих сторонников. В результате столкновений погибло несколько десятков человек, тысячи были арестованы. С 2008 года вооружённую борьбу против правительства РДФЭН вела организация Ginbot 7 во главе с участниками гражданской войны, бывшими левыми активистами ЭНРП Берхану Негой и Андаргачью Тсиджем.
16 сентября 2018 года Эфиопия подписала мирный договор с Эритреей на саммите в городе Джидде в Саудовской Аравии. Однако уже 4 ноября 2020 в Тыграе вспыхнул вооружённый конфликт между федеральным правительством и властями Тыграйской автономии. В августе 2022 года война закончилось победой федеральных сил Эфиопии.

## Государственный строй
Эфиопия — федеративная республика, состоящая из 10 кыллылов (регионов или штатов), образованных по этническому делению и 2 самоуправляемых городов (Аддис-Абеба и Дыре-Дауа).
Глава государства — президент, избираемый на 6-летний срок с правом повторного срока палатой народных представителей.
Глава правительства назначается от партии, победившей на парламентских выборах.
Законодательная власть — двухпалатный парламент: палата федерации (108 членов, избираемых ассамблеями штатов на 5-летний срок), решающая конституционные и федерально-региональные вопросы, и палата народных представителей (547 членов, избираемых населением на 5-летний срок).
Политические партии, представленные в парламенте (по итогам выборов 24 мая 2015 года):
- Революционно-демократический фронт эфиопских народов — 500 мест;
- Демократическая партия народов Эфиопского Сомали — 24 места;
- Демократический фронт единства народов Бенишангуль-Гумуза — 9 мест;
- Афарская национально-демократическая партия — 8 мест;
- Демократическое движение народов Гамбелы — 3 места;
- Демократическая организация народа аргобба — 1 место;
- Харарская национальная лига — 1 место.

## Население

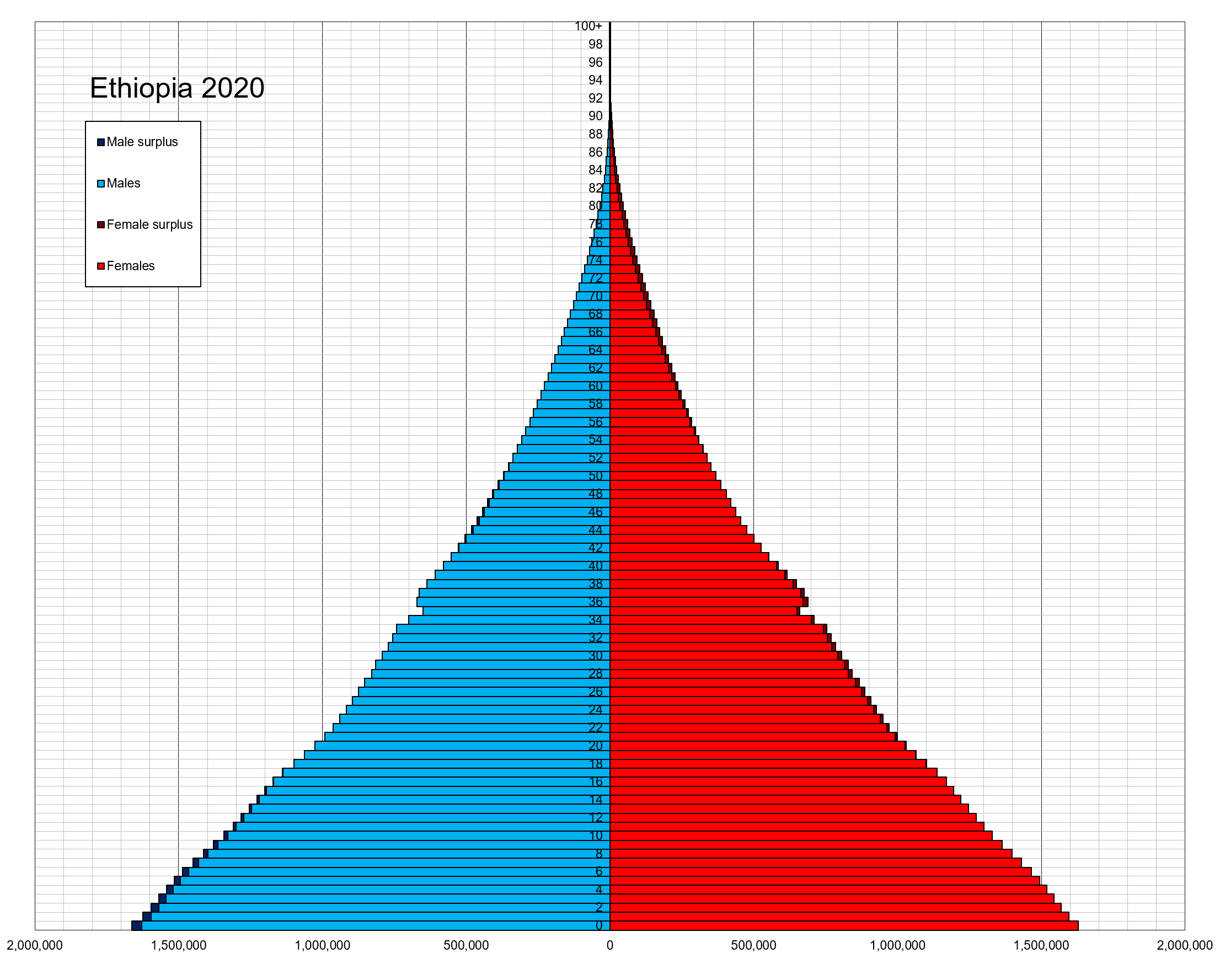
Возрастно-половая пирамида населения Эфиопии на 2020 год

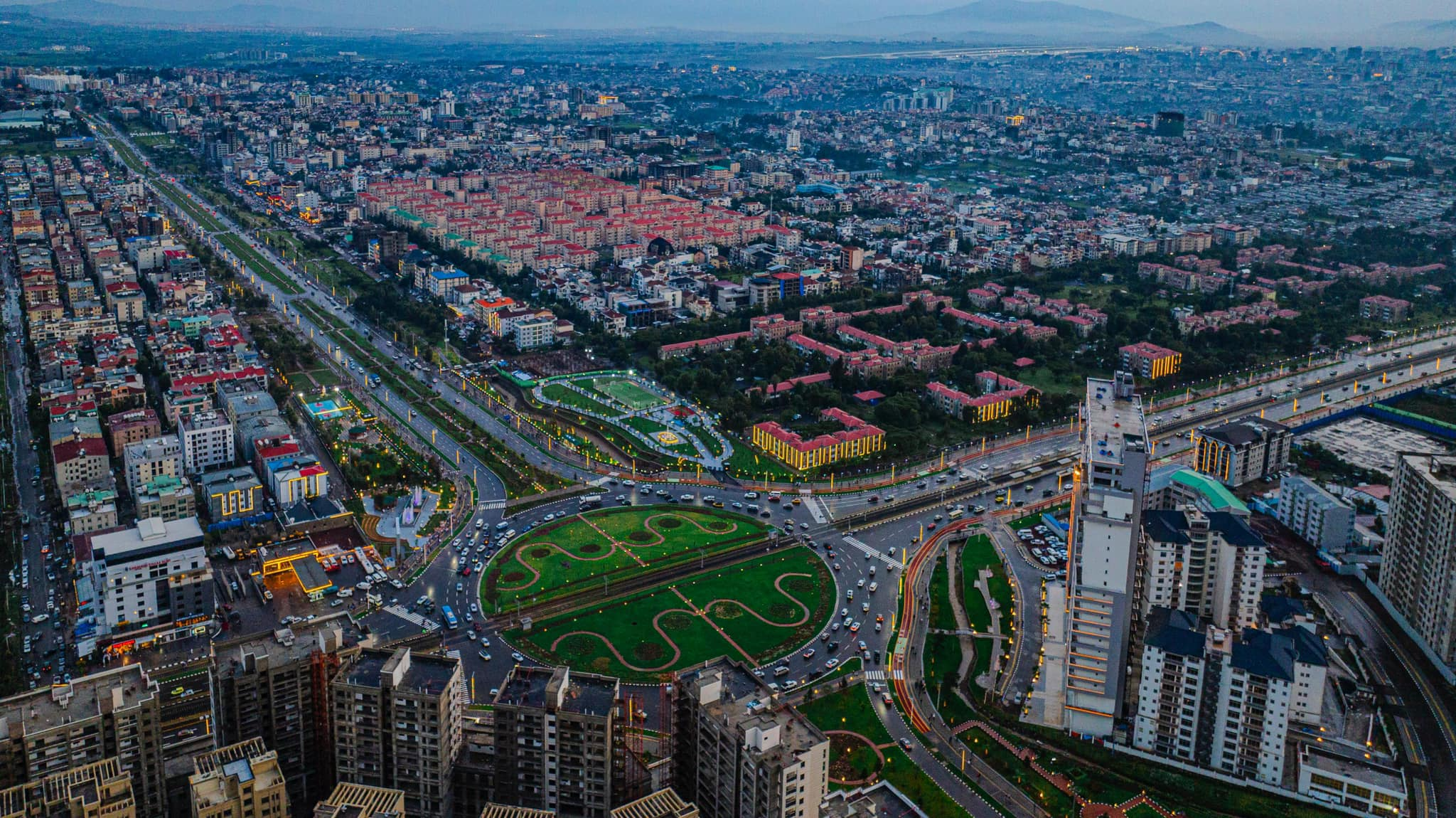
Аддис-Абеба в 2024 году

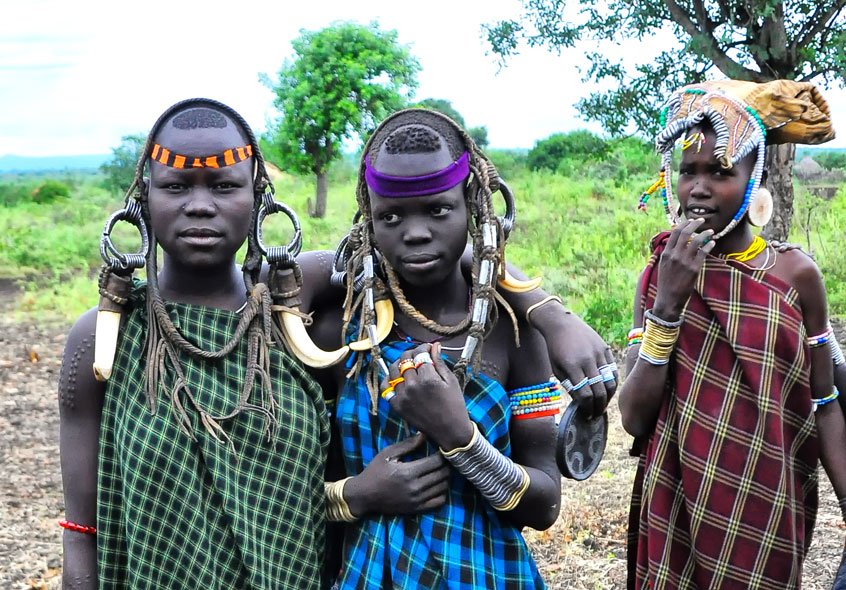
Мурси, в отличие от амхара, относятся к негроидному населению Эфиопии

- Численность населения — 126 800 026 чел. (2023 год, 11-е место в мире)[17].
- Годовой прирост — 2,46 % (фертильность — 3,99 рождений на женщину)[3].
- Средняя ожидаемая продолжительность жизни — 68,59 лет, у мужчин — 66,43 лет, у женщин — 70,81 лет[3].
- Заражённость ВИЧ — 1 % (690 000 заражённых, оценка на 2018 год).
- Городское население — 23,2 %[3].
- Грамотность: 51,8 %, у мужчин — 57,2 %, у женщин — 44,4 % (оценка 2017 года)[3].

Этнический состав (оценка по состоянию 2022 год):
- оромо — 35,8 %;
- амхара — 24,1 %;
- сомали — 7,2 %;
- тиграи — 5,7 %;
- сидамо — 4,1 %;
- гураге — 2,6 %;
- волайте — 2,3 %;
- афар — 2,2 %;
- силте — 1,3 %;
- кеффичо — 1,2 %;
- прочие (омето, дасанеч и другие) — 13,5 %[3].

### Языки
Государственный язык Эфиопии — амхарский — относится к семитской языковой семье и родственен, таким образом, арабскому языку и ивриту. Он записывается с помощью эфиопского письма. Языком литургии в стране является геэз.
Кроме него, население Эфиопии использует также другие языки (всего в стране насчитывается от 90 до 109 языков), к самым распространённым из которых относятся оромо, сомалийский (кушитские языки) и тигринья (семитский язык). Самым распространённым иностранным языком в Эфиопии является английский.

### Религия

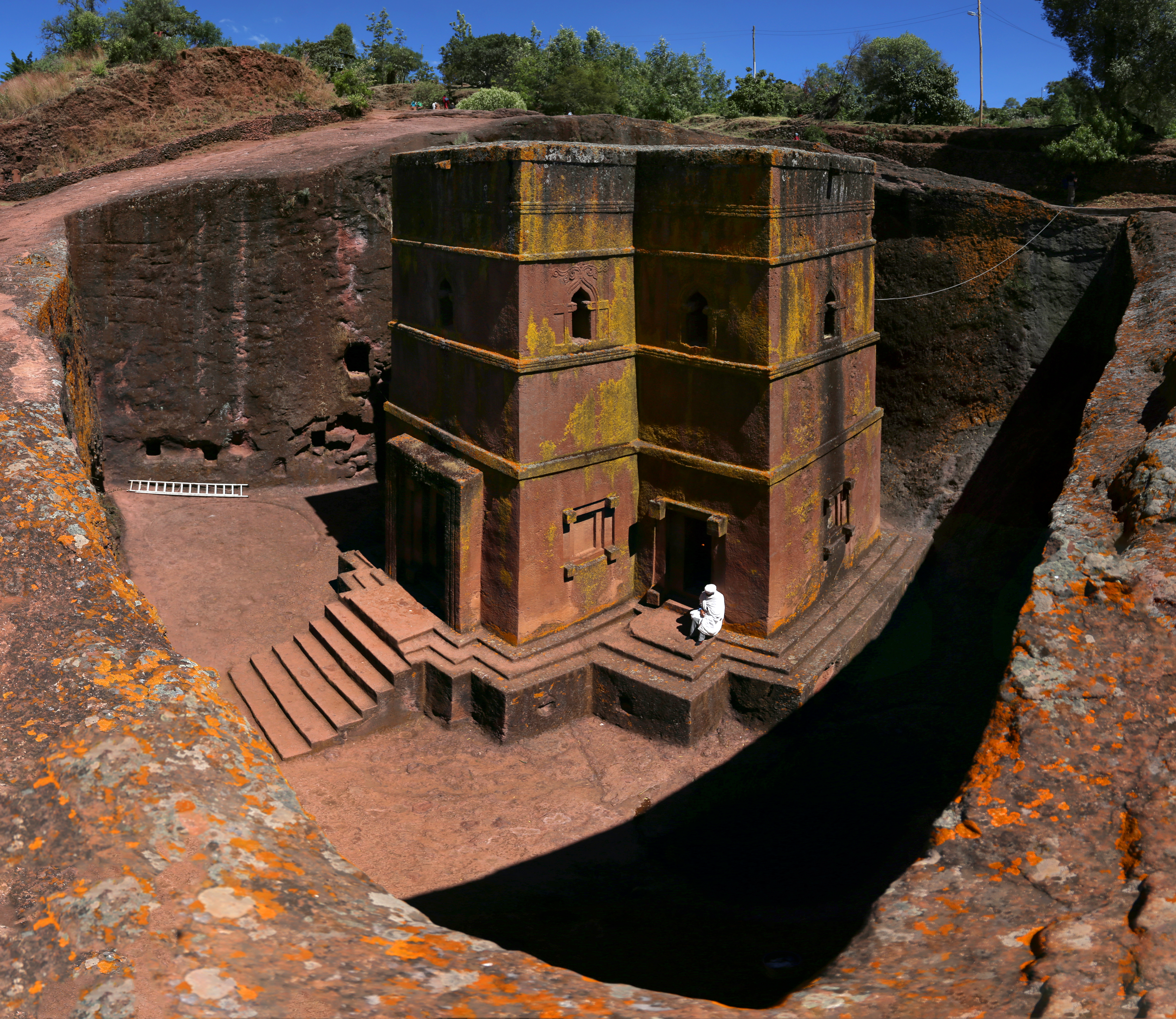
Церковь Святого Георгия в Лалибэле

Эфиопия — единственная традиционно христианская африканская страна. Одной из её основных религий является восточное христианство (Эфиопская православная церковь), также сильны позиции ислама во всех периферийных регионах. Эфиопская православная церковь придерживается миафизитства. Среди народа оромо в последние десятилетия активно распространяется лютеранство, в результате Эфиопская евангелическая церковь Мекане Йесус является самой быстро растущей лютеранской деноминацией в мире. Среди других протестантских групп следует отметить пресвитериан, баптистов, адвентистов и верующих, входящих в христианскую пятидесятническую церковь — Всемирное братство Ассамблей Бога.
По переписи 1994 года:
- Всего христиан — 60,8 %:
  - Древневосточные православные церкви: Эфиопская православная церковь — 50,6 %;
  - христиане-протестанты — 10,2 %;
- Мусульмане — 32,8 %;
- аборигенные культы — 4,6 %;
- прочие — 1,8 %.

Независимо от религиозных взглядов среди ряда племён существуют традиционные верования и практики, например, минги, когда дети с предполагаемыми и истинными физическими отклонениями считаются ритуально нечистыми и подлежат смерти.
В 2010 году создана национальная межрелигиозная организация «Межрелигиозный совет Эфиопии» (амх. የኢትዮጵያ የሃይማኖት ተቋማት ጉባኤ, англ. Inter-Religious Council of Ethiopia, IRCE), с состав которого входят семь религиозных организаций страны.

## Административно-территориальное устройство
В административном отношении Эфиопия с 2023 года делится на 12 регионов (штатов), организованных по этническому принципу, и два города федерального подчинения (выделены курсивом):
1. Амхара;
2. Афар;
3. Бенишангуль-Гумуз;
4. Гамбела;
5. Народов юго-запада Эфиопии;
6. Центральной Эфиопии

Федеративное устройство Эфиопии (2021 год)

7. Наций, национальностей и народов Юга;

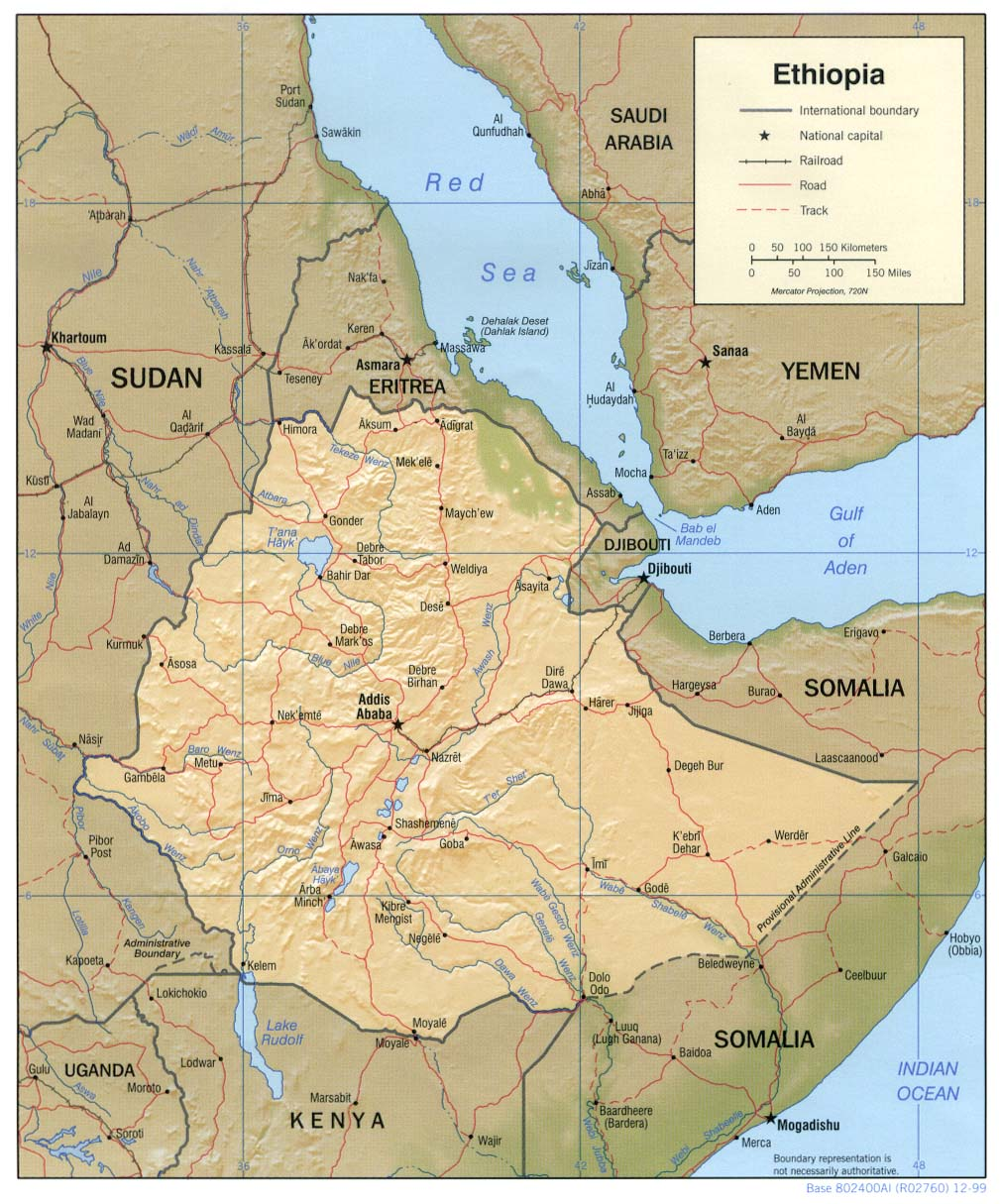
Карта Эфиопии

8. Оромия;
9. Сидама;
10. Сомали;
11. Тыграй;
12. Харари;
13. Аддис-Абеба;
14. Дыре-Дауа;

## Экономика

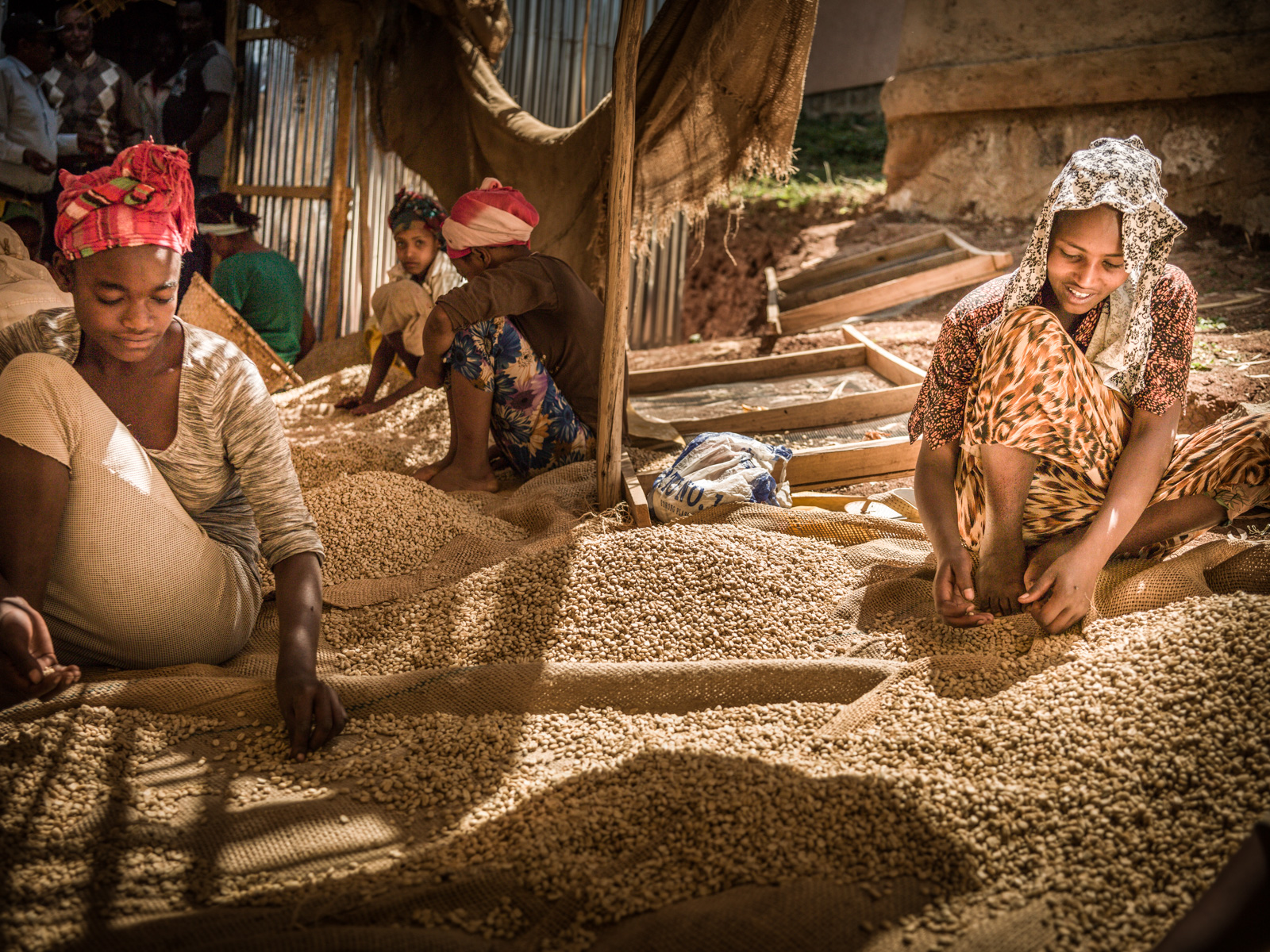
Кофе

Основа эфиопской экономики — потребительское сельское хозяйство, приносящее низкую прибыль. Благодаря облегчению таможенных режимов вырос уровень инвестиций в экономику страны. Главными инвесторами являются: Китай, Индия и Саудовская Аравия.
Объём ВВП на 2023 год составил 163,7 млрд $
ВВП на душу населения (по данным МВФ) в 2014 году — 1600 долл. (173-е место в мире). Ниже уровня бедности в стране живёт около 40 % населения.
Сельское хозяйство — главная отрасль эфиопской экономики, в ней занято 85 % населения, 44 % ВВП и 62 % экспорта страны. Эфиопия является одним из крупных экспортёров африканского кофе (экспорт в 53 страны), на долю кофе приходится более 60 % экспортных поступлений. Площадь кофейных плантаций в Эфиопии превышает 525 тыс. га. В 2014/15 году Эфиопия экспортировала около 180 000 тонн кофе. В 2021 был поставлен рекорд по экспорту кофе за месяц, было продано 29 тыс. тонн кофе на 114 млн $.
В Эфиопии выращивают злаковые, кофе, масличные, хлопок, сахарный тростник, картофель. Разводится крупный рогатый скот, овцы, козы.

### Промышленность
Промышленность даёт 13 % ВВП (5 % работающих) (обработка сельхозпродукции, производство напитков, текстиля, изделий из кожи).

### Внешняя торговля
Экспорт — 3,23 млрд долл. в 2017 году — кофе (до 27 % от общей стоимости), семена масличных культур (17 % от общей стоимости), овощи, кат, золото (до 13 % от стоимости), цветы, живой скот и мясные продукты.
Основные покупатели в 2017 году: Судан — 23,3 %, Швейцария — 10,2 %, Китай — 8,1 %, Сомали — 6,6 %, Нидерланды — 6,2 %, США — 4,7 %, Германия — 4,7 %, Саудовская Аравия — 4,6 %, Великобритания — 4,6 %.
Импорт — 15,59 млрд долл. в 2017 году (машины, транспортные средства, в том числе летательные аппараты (до 24 % от общей стоимости), металл и металлопродукция (до 14 % от общей стоимости), электротехнические товары, нефтепродукты, химикаты и удобрения).
Основные поставщики в 2017 году: Китай — 24,1 %, Саудовская Аравия — 10,1 %, Индия — 6,4 %, Кувейт — 5,3 %, Франция — 5,2 %.

### Коммуникации

#### Связь
В 1930 году в стране была построена первая радиостанция. В 1933 году Эфиопия присоединилась к Международному союзу электросвязи. В 1935 году с помощью итальянской компании «Ансалдо» в Акаки было завершено строительство современной радиостанции. В 1960 году станция связи появилась в Асэбе (ныне в Эритрее) для телеграфной и телефонной связи со стоящими на рейде судами. К 1988 году страна располагала телефонной связью с 16 государствами, прямой телеграфной связью с 14 государствами и телексом с 9 государствами, насчитывалось более 370 телефонно-телеграфных станций с 4 тысячами человек обслуживающего их персонала, при этом телефонная сеть только города Аддис-Абебы насчитывала 35 тысяч абонентов.
- Количество стационарных телефонов: 909 тыс. (в 2008 г).
- Сотовые телефоны: 3,17 млн (в 2008 г).
- Радиоприёмники: 11,75 млн (в 1997 г).
- Телевизоры: 320 тыс. (в 1997 г).
- Пользователи Интернета: 360 тыс. (в 2008 г).

Транспортная сеть
- Дороги: 36 469 км (из них 6980 км асфальтированные, 2004 г.).
- Железные дороги: 681 км (узкая колея, связывает Аддис-Абебу с Джибути).

- Число аэродромов: 63, из них 17 с твёрдым покрытием (в 2009 г).

### СМИ
Государственная телерадиокомпания EBC (Ethiopian Broadcast Corporation — Эфиопская радиовещательная корпорация) включает в себя телеканал ETV и Национальное радио, а также региональные радиостанции.
Федеральное правительство издаёт газету «Аддис-Зэмэн» («Новая эра»).

## Вооружённые силы
Эфиопия поддерживает одни из крупнейших и наиболее боеспособных вооружённых сил региона. Они вносят значительный вклад в региональное миротворчество. Мирное соглашение с Эритреей от сентября 2018 года может повлиять на будущие военные расстановки. Военные столкновения в конце 2020 года между центральными властями и силами в провинции Тыграй высветили внутренние политические проблемы, а также сохранение незаконных вооружённых формирований (НВФ). Противодействие группировке «Аш-Шабааб» остаётся постоянным военным обязательством, поэтому Аддис-Абеба продолжает оказывать военную поддержку федеральному правительству Сомали. Вооружённые силы подготовлены по региональным стандартам после ряда боевых действий. Обучение и опыт также приобретаются благодаря развёртыванию международных миротворческих сил. Эфиопия продемонстрировала способность вносить значительный вклад в операциях ООН в Дарфуре и Южном Судане, а также в операции AMISOM в Сомали. Оснащение вооружённых сил Эфиопии состоит, в основном, из вооружения и военной техники советских времён, сверх этого вооружения и военная техника приобретались в Венгрии, Украине и США, современные системы ПВО закуплены в России. У Эфиопии есть небольшая местная оборонно-промышленная база, в основном, сосредоточенная на стрелковом оружии, с некоторым лицензионным производством лёгкой бронетехники. Возможности технического обслуживания соответствуют требованиям, но возможности поддержки передовых платформ ограничены.

## Культура

### Кухня

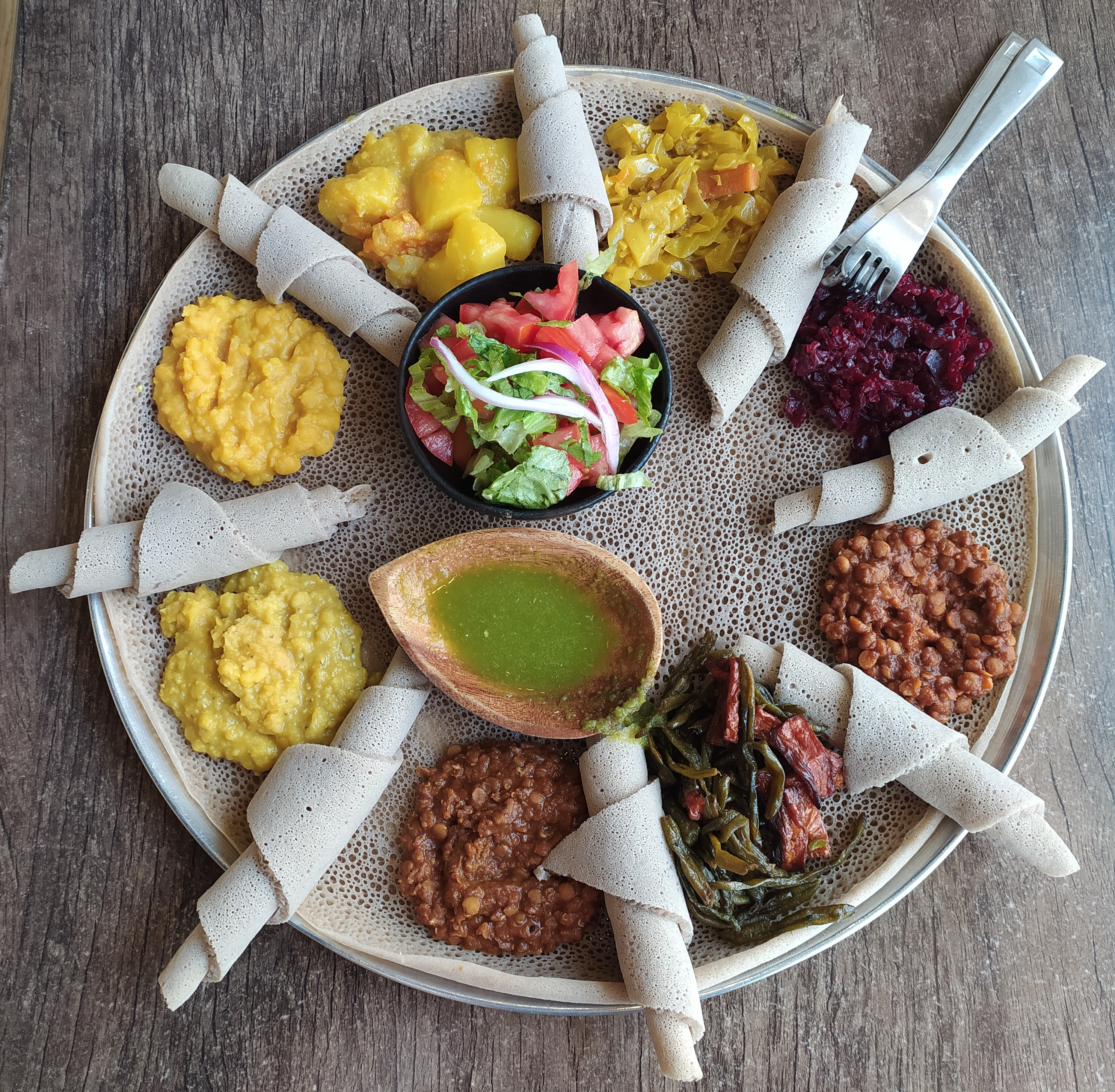
Эфиопский обед с ынджерой

Кухня Эфиопии во многом схожа с кухней соседних стран Сомали и Эритреи. Главной особенностью эфиопской кухни является отсутствие столовых приборов и тарелок: их заменяет ынджера, традиционная тэффовая лепёшка. Другая яркая особенность эфиопской кухни наличие большого количества специй.
Кофе — гордость Эфиопии. Само слово «кофе» произошло от названия провинции Каффе, где, в основном, росли кофейные деревья. В культуре страны существуют и до сих пор активно практикуются целые ритуалы, которые подобны китайским чайным церемониям: от обжаривания кофейных зёрен до питья кофе, которое проходят раз в день, начинаясь в районе 12 часов и заканчиваясь в час дня.
В Эфиопии производят только кофе вида Арабика (Arabica), в частности, такие сорта, как Джимма и Харар.
Много в эфиопской кухне вегетарианских блюд, многие христиане и мусульмане строго соблюдают религиозные посты. В целом, эфиопская кухня отличается большим разнообразием вкусов и ароматов, создающихся благодаря неповторимому сочетанию специй и овощей.

### Образование
Долгое время в эфиопском образовании доминировала Эфиопская православная церковь, пока в начале XX века не был принят закон о светском образовании. Тем не менее, долгое время хорошее образование было доступно лишь элите общества и жителям из числа народа амхара, который долгое время занимал привилегированное положение. Последнее время правительство пытается внедрить образование в широкие слои населения, включая все этнические группы Эфиопии. В отдельных частях страны происходит притеснение коренных языков, с чем правительство активно борется. Образование в Эфиопии заключается в шестилетнем обучении: 4 года в начальной школе (младшие классы средней школы), и 2 года в старших классах.

### Спорт
На международной спортивной арене Эфиопия известна, в первую очередь, своими знаменитыми бегунами на средние и длинные дистанции. На Олимпийских играх призовые места и медали Эфиопии приносили исключительно легкоатлеты, всего на их счёту более 20 золотых медалей. Среди прославленных эфиопских бегунов, побеждавших на чемпионатах мира и Олимпийских играх, можно назвать таких спортсменов как, Абебе Бикила, Мирус Ифтер, Хайле Гебреселассие, Кенениса Бекеле, Тирунеш Дибаба, Месерет Дефар, Дерарту Тулу.
В 2006 году Эфиопия впервые участвовала в зимних Олимпийских играх в Турине.
В футболе, в 1960-е годы сборная страны была сильной командой и выиграла Кубок Африки. Сейчас Эфиопия не так сильна в футболе, однако среди футболистов-выходцев из Эфиопии известен Теодор Гебре Селассие, имеющий гражданство Чехии и выступавший за её национальную сборную.

### Праздники
| Дата               | Русское название         | Эфиопское название   |
| 6 или 7 января     | Рождество                | Gänna/Ledät (ገናልደት)  |
| 19 января          | Крещение                 | Temqät (ጥምቀት)        |
| 2 марта            | Победа при Адуа          |                      |
| Апрель или май     | Пасха                    | Fasika (ፋሲካ)         |
| 1 мая              | День труда               |                      |
| 5 мая              | День свободы             | Omédla del (ኦሜድላ ድል) |
| 11 сентября        | Новый год                | Enqutatash (እንቁጣጣሽ)  |
| 27 или 28 сентября | День Мескельского Креста | Mäsqäl (መስቀል)        |

### Комментарии
1. ↑  Территория приблизительна, так как значительная часть границы между Эфиопией и Сомали не определена.